# Појениј де Сус (Бихор)
Појениј де Сус (рум. Poienii de Sus) насеље је у Румунији у округу Бихор у општини Бунтешти. Oпштина се налази на надморској висини од 277 m.

## Становништво
Према подацима из 2002. године у насељу је живело 701 становника, од којих су сви румунске националности.